# Voetbalvereniging Sparta Nijkerk
Il Voetbalvereniging Sparta Nijkerk, comunemente noto come Sparta Nijkerk, è una società calcistica olandese con sede a Nijkerk.

## Storia
Lo Sparta Nijkerk fu fondato nel 1931. Fino al 2009/2010 ha disputato la Hoofdklasse, il massimo livello dei campionati dilettantistici olandesi, con l'istituzione della Topklasse come massimo campionato dilettantistico nella stagione 2010/2011, è passato in Topklasse.

## Stadio
Lo Sparta Nijkerk disputa le sue partite casalinghe nello stadio De Ebbenhorst.

## Colori
I colori dello Sparta Nijkerk sono l'arancione e il nero.